# Hornpipe
El hornpipe es una danza tradicional muy popular en la música de Escocia, Inglaterra e Irlanda que data del siglo XVI. Tiene un ritmo de compás cuaternario. Consta de dos partes de ocho compases cada una, que pueden o no repetirse. Se asemeja a los reels, pero se suele interpretar a un tiempo más pausado y el ritmo suele ser más uniforme en todas las partes del compás.